# Trithemis leakeyi
Trithemis leakeyi – gatunek ważki z rodziny ważkowatych (Libellulidae). Występuje w północnej i północno-zachodniej Zambii, być może także w Demokratycznej Republice Konga i Angoli.